# Michele Lanzinger
Michele Lanzinger (Trento, 11 febbraio 1957) è un geologo e antropologo italiano, fondatore e direttore dal 2013 al 2024 del MUSE di Trento dopo essere stato dal 1992 direttore del Museo tridentino di scienze naturali. Dal  4 dicembre 2022 è presidente di ICOM Italia.

## Studi e carriera
Da giovane ha lavorato come volontario nell'allora Museo tridentino di scienze naturali di via Calepina, poi ha conseguiuto la laurea in geologia e il dottorato di ricerca come antropologo. Dal 1988 è divenuto curatore al museo per le sue due specializzazioni e dal 1992 ne è diventato direttore. Dopo la partecipazione alla progettazione e al trasferimento delle collezioni ha inaugurato, nel 2013, il nuovo MUSE di Trento. Durante le fasi iniziali e la realizzazione del progetto ha collaborato con l'architetto Renzo Piano per la nuova struttura nel quartiere delle Albere e nel gruppo di lavoro sono stati presenti anche esperti del museo di storia naturale di Londra. La trasformazione del museo di storia naturale di Trento nel MUSE ha reso la nuova struttura il museo più visitato in Trentino e tra i più noti in Italia. Dal 2024 ha lasciato la direzione del Muse.

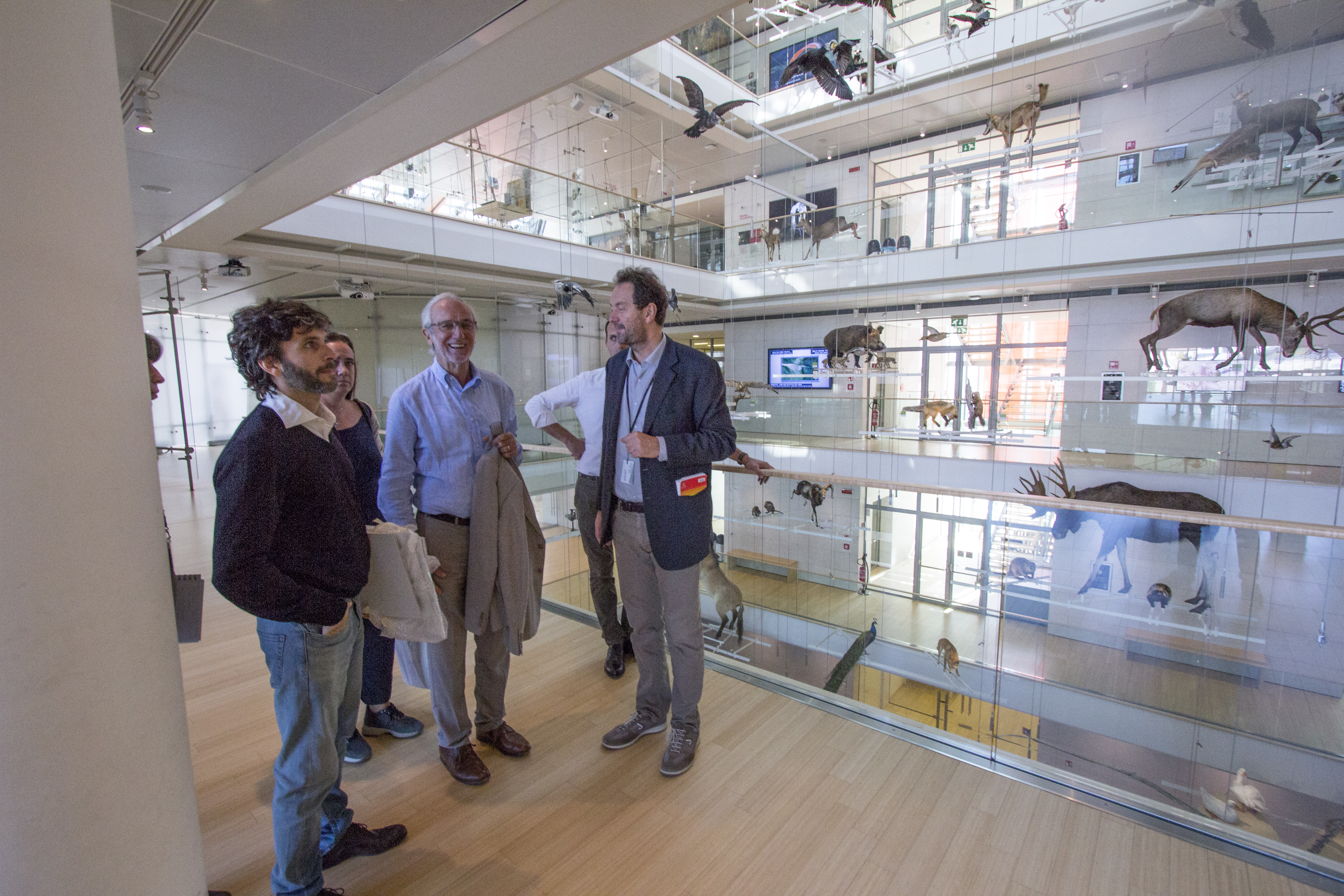
Renzo Piano e Michele Lanzinger al MUSE nel 2014

## Riconoscimenti
- Premio "Eco and the city", ottenuto nel 2013 a Bologna.[8]
- Targa di "Uomo Probo", ottenuta nel 2015 a San Lorenzo Dorsino.[9]
- Premio Geografia – Giorgio Valussi, ottenuto nel 2019 a Salerno.[10]

## Alcune pubblicazioni
- con Giorgio Bartolomei, Risultati preliminari delle nuove ricerche nella Grotta di Paina, Bern, Stämpfli, 1985, OCLC 797787435.
- con Andrea Castagnetti, Ezio Buchi, Gian Maria Varanini, Marco Bellabarba, Maria Garbari, Andrea Leonardi, Paolo Pombeni, Storia del Trentino, Bologna, Società editrice il Mulino, 2000-2005, OCLC 878917828.
- con Bruno Cemìn, Dolomiti trentine, Trento, Panorama, 2012, OCLC 1352605432.
- con Renzo Piano, Tra architettura e scienza : dialogo tra Renzo Piano e Michele Lanzinger, 2013, OCLC 1352542255.